# 디즈니랜드 파크 (파리)
디즈니랜드 파크(프랑스어: Parc Disneyland)는 프랑스 파리 근교 도시 마른느라발레에 있는 월트 디즈니 스튜디오 파크 등과 함께 디즈니랜드 리조트 파리를 형성하는 디즈니 파크이다.